# Бръцковляни
Бръцковляни (на хърватски: Brckovljani) е община в Загребска жупания, Хърватия. Според преброяването от 2011 г. има 6837 жители, 99% от които са хървати.